# 海野義雄
海野 義雄（うんの よしお、1936年2月14日 - ）は、日本のヴァイオリニスト。芸大事件でその名が知られている。東京府出身。本名、海野良夫。ヴァイオリン独奏者として江藤俊哉と双璧をなす存在と言われた。妻は元東京都交響楽団首席チェロ奏者海野ユキ恵、子にチェリスト海野幹雄がいる。

## 経歴

### 生い立ち
ヴァイオリニストの父（海野次郎）とピアニストの母にヴァイオリンの英才教育を受け、青山学院高等部を経て、1954年、東京芸術大学に入学、鷲見三郎、兎束龍夫、ヴォルフガング・シュタフォンハーゲンに師事し、1958年、同大学を首席卒業した。同年12月、ヴィルヘルム・ロイブナー指揮のNHK交響楽団とチャイコフスキーのヴァイオリン協奏曲を共演し、1959年、23歳の若さでNHK交響楽団のコンサートマスターに抜擢され、また、NHK弦楽四重奏団を主宰し演奏活動をしていた。1962年、N響による小澤征爾ボイコット事件に際しては「あいつは耳がわるい」と小澤を批判し、小澤排斥の急先鋒に立っている。

### ヨーロッパ留学と演奏活動
1963年にベルリンに留学し、ミシェル・シュヴァルベに師事。翌1964年にはスイスでヨーゼフ・シゲティに師事した。1967年、ウィーン楽友協会大ホールでソリストとしてデビュー。また、ドイツ・グラモフォン・レコードでメンデルスゾーンとチャイコフスキーの協奏曲をレコーディングした。
1968年、モスクワ音楽院ボリショイホールに招かれて公演を行う。1970年、「プラハの春」音楽祭に招かれ、日本人として初出演を果たした。同年、コロムビア・レコード・マスターワークス盤で「Yoshio Unno U.S.デビュー」がアメリカとヨーロッパで発売された。その後、世界各地で演奏活動を行い、各地のオーケストラにソリストとして迎えられた。

### 東京芸術大学
1970年、東京芸術大学の非常勤講師となり、1972年に助教授、1975年、史上最年少39歳で教授に就任した。
しかし1981年12月8日、同校の楽器購入をめぐる受託収賄罪ならびに有印私文書偽造の容疑で東京地検特捜部に逮捕される。同年12月28日、受託収賄罪で東京地裁に起訴され、1985年4月8日、東京地裁で懲役1年6月、執行猶予3年の有罪判決が下り、同日、東京芸術大学から懲戒免職処分を決定される。

これに対して海野は控訴したものの、「裁判をこれ以上続けることは、精神的にも時間的にも演奏と両立しない」との理由により同年10月に控訴を取り下げ、有罪判決が確定した。この事件は当時の日本社会党参議院議員であった粕谷照美により国会でも追及がなされるなど、著名な演奏家・教育者が関わった前代未聞の事件として波紋を呼んだ。
有罪判決確定後、海野は家族と共に日本を離れ、フランスのパリ郊外に移住。1985年からヨーロッパで音楽活動を再開し、ネヴィル・マリナー指揮のシュトゥットガルト放送交響楽団などと共演し、ジュネーヴ国際音楽コンクールの審査員もつとめた。1987年6月には、サントリーホールのステージに立ち、日本でも音楽活動を再開している。

## 海野義雄東京ヴィルトゥオーゾ
執行猶予が切れた1989年に日本へ帰国。1991年、海野は自ら芸術監督、ソリストを務め、室内管弦楽団である「海野義雄東京ヴィルトゥオーゾ」を結成し、同年9月、サントリーホールでデビューした。2001年、設立10周年記念公演を東京オペラシティコンサートホールで開催した。

## 審査員
日本国内において、日本音楽コンクール、出光音楽賞の委員を務め、日本国外においても、エリザベート王妃国際音楽コンクール（1980年）、ヴィエニアフスキ国際ヴァイオリン・コンクール（1981年、1996年） 、パガニーニ国際コンクール（1982年、1997年）、ジュネーヴ国際音楽コンクール、フリッツ・クライスラー国際コンクールなどの審査員としても招かれている。

## 教職
2005年から2011年まで、東京音楽大学学長を務めた。東京音大学長就任の経緯については、同大学前学長の兎束俊之が海野の師の兎束龍夫を父に持つことから、「兎束俊之が自分の後継者として自らの傀儡の海野を学内選挙で擁立し、院政を敷こうとした」と報じられた。
また、同時期には桐朋学園大学音楽学部特任教授となっている。

## 楽器
1973年頃より、1698年製のストラディバリウス、通称Thoulow(トゥーロー)を過去所有していた。

## レコーディング
- チャイコフスキー・メンデルスゾーン：ヴァイオリン協奏曲（1968年、ドイツ・グラモフォン）
- USデビュー（1970年、CBSコロンビア・マスターワークス）
- ヴィヴァルディ：四季全曲（1974年、CBSコロンビア・オデッセイ）
- モーツァルト：ヴァイオリンソナタ集（1975年、CBSソニー、ピアノ：イェルク・デームス）
- フランク・フォーレ：ヴァイオリンソナタ（1978年、CBSソニー）
- メンデルスゾーン・チャイコフスキー：ヴァイオリン協奏曲（1980年、CBSソニー、指揮：スヴェトラーノフ、ロンドン交響楽団、40AC1194-5）
- バロック・ヴァイオリン名曲集（1987年、CBSソニー）
- ヴァイオリン名曲集「チゴイネルワイゼン」（1995年、ソニーレコード）
- ヴァイオリン・リサイタル（2000年、キングレコード）
- モーツァルト：ヴァイオリン協奏曲集（2000年、東芝EMI）